# Cercle d'imatge

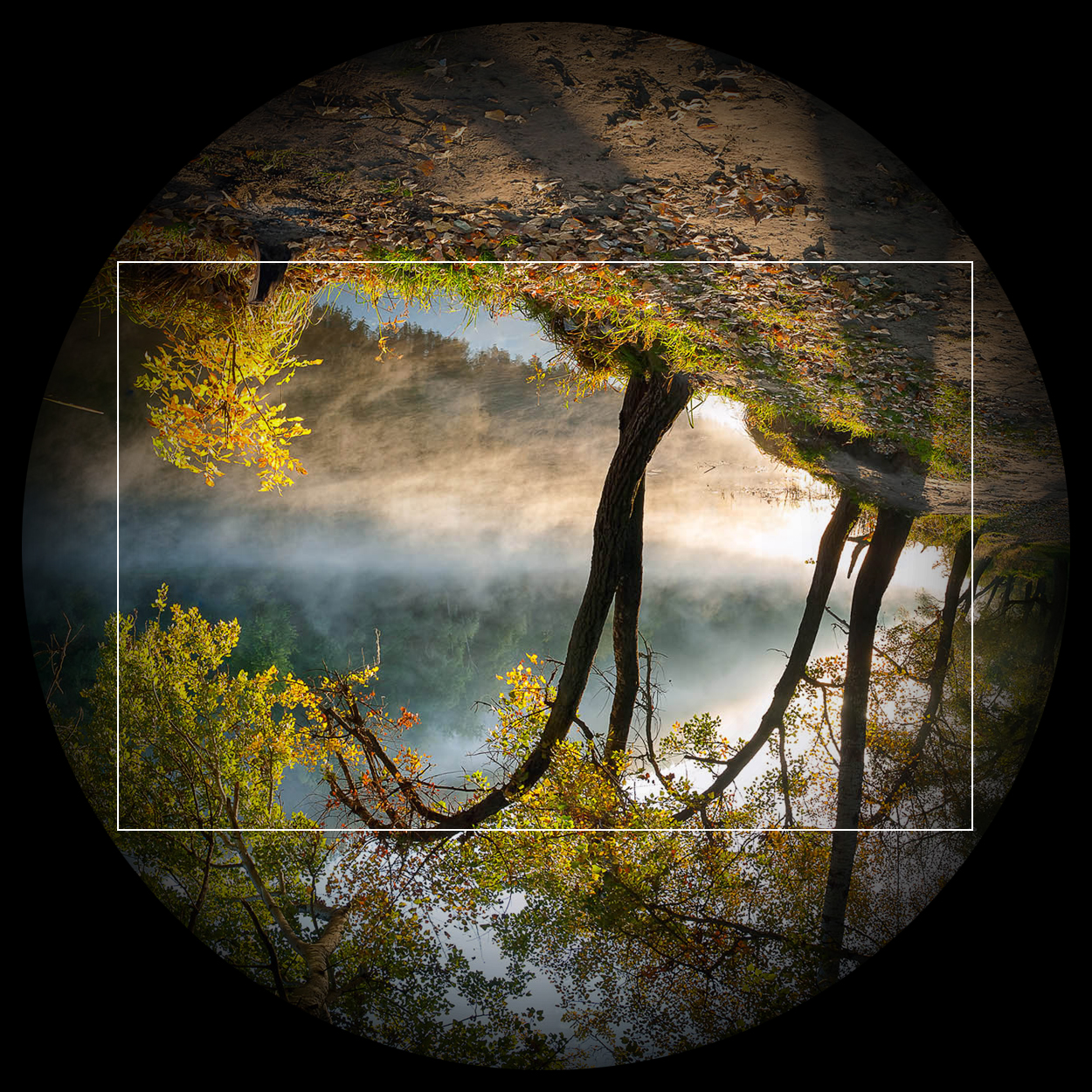
Cercle d'imatge format en una càmera. El rectangle marca la posició de la pel·lícula o del sensor d'imatge.

El cercle d'imatge (també anomenat cercle de bona definició) és l'àrea circular del cercle d'il·luminació que conté una imatge de definició acceptable. El cercle d'imatge és normalment menor al cercle d'il·luminació d'una lent. En aquesta regió del pla focal, és on es posiciona el sensor o la pel·lícula fotogràfica, en les càmares fotogràfiques.

Diagrama de rajos amb el concepte de cercle d'imatge.

L'extensió del cercle d'imatge determina el rendiment pràctic de la lent, ja que està relacionat amb l'angle de visió de la càmera.
Qualsevol relació d'aspecte té cabuda dins el mateix cercle d'imatge, 3:2, 4:3, 16:9, etc.
Com a regla general, el diàmetre del cercle d'imatge ha de ser llugerament major que la diagonal del marc del sensor o pel·lícula. Per així evitar vinyetatge i/o un rendiment pobre a prop de les bores de la imatge. Per exemple, les lents que s'utilitzin en un sensor de 24 x 36 mm han de proporcionar un cercle d'imatge amb un diàmetre de com a mínim 43,3 mm.
Les lents dissenyades per ser usades en càmeres DSLR amb un sensor APS-C, normalment produeixen un cercle d'imatge massa petit per cobrir el marc dels sensors de quadre complet (en anglès, full-frame), i com a conseqüència es produeix vinyetatge i/o un rendiment pobre a prop de les bores de la imatge.

## Dimensions del cercle d'imatge
La mida del cercle d'imatge d'una lent (així com la mida del cercle d'il·luminació) depèn de la distància de la lent al subjecte, que és la magnificació. Posar el focus de la lent en un objecte més proper allunya la lent del sensor i, en conseqüència, incrementa la mida del cercle d'imatge.
El cercle d'imatge d'una lent, en general, s'especifica quan la lent està enfocada a l'infinit. Excepte en macrofotografia, que generalment es produeix un cercle d'imatge excessivament petit quan la lent s'enfoca a l'infinit (i algunes de les lents no es poden enfocar a l'infinit degut a limitacions òptiques o mecàniques). Per aquesta raó, algunes d'aquestes lents poden produir vinyetatge o mostrar aberracions a les vores del marc, quan s'utilitzen en magnificacions menors a les del rang especificat.
Un cercle d'imatge força més gran que el sensor pot fomentar el reflex intern de les lents, els tubs d'extensió i el cos de la càmera.